# Quinto Servílio Cepião
Quinto Servílio Cepião (em latim: Quintus Servilius Caepio), dito o Velho, foi um político da gente Servília da República Romana eleito cônsul em 106 a.C. com Caio Atílio Serrano. Era filho de Quinto Servílio Cepião, cônsul em 140 a.C., pai de Quinto Servílio Cepião, o Jovem, avô de Servília Cepião, amante de Júlio César e mãe de Marco Júnio Bruto, um dos assassinos dele.

## Primeiros anos
Cepião foi pretor em 110 a.C. e recebeu o governo da Hispânia Ulterior, onde venceu, já como propretor em 108 a.C., os lusitanos e celebrou um triunfo. Este triunfo é mencionado por Valério Máximo mas apenas Eutrópio menciona suas vitórias na Lusitânia.

## Consulado (106 a.C.)

Trajeto dos cimbros e teutônicos em território romano, indicando o lugar da Batalha de Aráusio, na qual Cepião e Málio Máximo foram derrotados.

Em 106 a.C., foi eleito cônsul com Caio Atílio Serrano e, durante seu mandato, aprovou um projeto de lei que determinava que os júris nos tribunais deveriam ser compostos exclusivamente por senadores, excluindo os esquestres, mas, ao que parece, esta lei foi depois revogada.
Cepião recebeu, como procônsul, o governo da Gália Narbonense em 105 a.C., bem na época da invasão dos cimbros; os volcas tectósages de Tolosa aproveitaram para se revoltar contra os romanos e se uniram aos invasores. Depois de conquistar a cidade, Cepião saqueou todos os templos que encontrou e amealhou a incrível quantia de 15 000 talentos de ouro e outros 10 000 de prata (o famoso Ouro de Tolosa - Aurum Tolosanum). Este imenso butim foi imediatamente enviado para Roma, mas somente a prata chegou à capital da República, pois a caravana que levava o ouro foi assaltada por ladrões que massacraram toda a coorte enviada para escoltá-la. Em Roma, rumores davam conta de que estes bandidos haviam sido contratados pelo próprio Cepião, que ansiava se apoderar de toda essa riqueza. Esta tese é reforçada pelo fato de que jamais se descobriu o que aconteceu com o "Ouro de Tolosa" e, aparentemente, esta riqueza foi sendo passada de pai para filho até chegar a Marco Júnio Bruto.
Apesar da riqueza que conquistou, acreditava-se na época que ele teria pago um preço caríssimo por ela, haja vista a posterior destruição de seu exército e seu triste destino, ambos os eventos considerados como castigos divinos. Segundo Estrabão, este ouro roubado seria amaldiçoado ("Aurum Tolosanum habet").

## Desastre em Aráusio
Cepião continuou no governo de sua província em 105 a.C., quando chegou à região um novo exército, comandado pelo cônsul Cneu Málio Máximo (em algumas fontes ele aparece como "Cneu Mânlio Máximo"). Cepião se negou a cooperar com Cneu Málio, que era um homem novo da nobreza local, mas que não era parte do patriciado e nem da nobre da capital, o que, para o elitista e arrogante Cepião era uma ofensa. Depois de muito conflito, os dois dividiram a província entre si com o Ródano marcando a fronteira: Cepião ficou na margem ocidental e Málio, na oriental. Depois que Marco Aurélio Escauro, à frente de 5 000 cavaleiros romanos, foi derrotado pelos cimbros, Málio pediu a Cepião para que unissem suas forças para enfrentarem juntos os invasores.
Num primeiro momento, Cepião se negou a cooperar, mas, temendo que Málio conseguisse para si toda a glória pela derrota dos cimbros, cruzou o Ródano e marchou até Aráusio (moderna Orange, na França) para encontrar as tropas do cônsul. Apesar disso, ele se manteve distante de Málio e os dois exércitos acamparam separadamente. Acreditando ser capaz de terminar a guerra sozinho, Cepião montou o seu acampamento entre o do cônsul e do inimigo.
A discórdia entre os dois só aumentava e, num ataque surpresa, os cimbros aniquilaram os dois exércitos, com 80 000 soldados e 40 000 auxiliares romanos mortos. Conta-se que não mais do que dez homens se salvaram, uma das mais completas derrotas dos romanos até aquele momento na história da República. O dia da derrota, 6 de outubro, tornou-se um dia de mau agouro para sempre no calendário romano.

## Exílio e morte
Dez anos depois da batalha (95 a.C.), o tribuno da plebe Caio Norbano Balbo o acusou de "perda de seu exército" e, apesar de ser defendido pelo grande orador Lúcio Licínio Crasso, o cônsul daquele ano, e por outros membros da aristocracia romana, Cepião acabou condenado: ele foi banido (era proibido fornecer-lhe comida a um distância de menos de 1 300 quilômetros de Roma), perdeu a cidadania romana e foi multado em 15 000 talentos. Quando ele não conseguiu produzir essa enorme quantia, foi exilado para Esmirna, na Ásia, onde morreu.
Outros relatos contam que ele teria morrido na prisão ou que ele teria sido preso, mas escapou com a ajuda de seu amigo Lúcio Antíscio Regino, que o ajudou a chegar em Esmirna.